# Étienne Fessard
Pour les articles homonymes, voir Fessard (homonymie).
Étienne Fessard, né en 1714 à Paris où il meurt le 23 avril 1777, est un graveur et illustrateur français, qui fut membre de l'Académie royale de peinture et de sculpture.

## Biographie

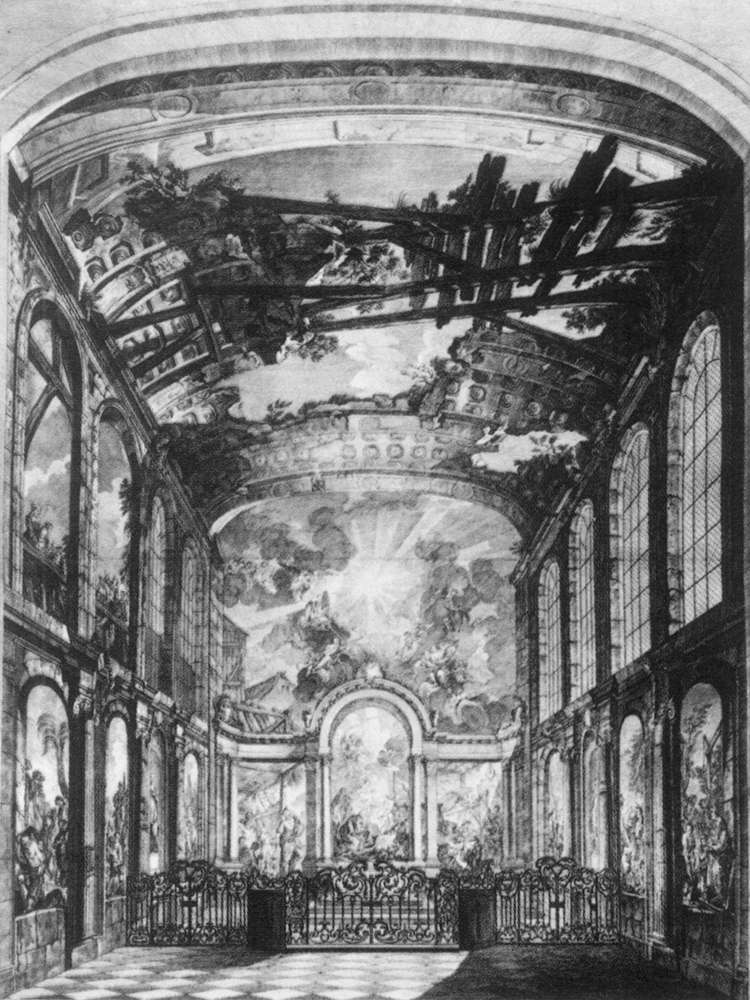
La Chapelle des enfants trouvés gravée d'après Natoire (v.1752-1759, BnF).

Formé à Paris par Edme Jeaurat, Étienne Fessard se montre rapidement doué d'un certain style caractérisé par un burin sec, et est bientôt admis à l'Académie, en tant que graveur du roi.
Il laisse une abondante production d'estampes essentiellement issues d'un travail sur cuivre, travaillant en relation avec les peintres de son temps tels van Loo, Chardin et Natoire.
L'un de ses morceaux de bravoure est une édition des Fables de La Fontaine publiée entre 1765 et 1775 pour son compte en six volumes in-octavo dont il fait graver le texte en taille douce par François Monthulay, tandis qu’il exécute lui-même toutes les figures dessinées entre autres par Monnet, Loutherbourg et Bardin : cet ouvrage obtient un gros succès.

## Sélections d’œuvres
- Yves Joseph de Kerguelen de Trémarec, Relation d'un voyage dans la mer du Nord : Aux côtes d'Islande, du Groenland, de Ferro, de Schettland, des Orcades et de Norwége, fait en 1767 & 1768, Paris, Imprimerie de Prault, 1771, 218 p. (OCLC 47692683)Publié à nouveau en 2000 par La Découvrance, Rennes, 2000  (ISBN 978-2-84265-129-9).
- Fables de la Fontaine[5], où il grave d'après François Boucher pour l'édition de 1749.
- Maximilien de Béthune (duc de Sully), Mémoires de Maximilien de Béthune, duc de Sully, principal ministre de Henry le Grand, mis en ordre, avec des remarques, par M.L.D.L.D.L., 3 tomes avec ornements aux titres gravés par Étienne Fessard d'après le dessin de Hubert-François Gravelot (le frontispice du tome premier est gravé par Étienne Baudet d'après Louis Licherie), Londres, 1747.
- Flore française[5].
- Fronton de la place royale de Bordeaux[5].
- M. de Saint-Marc, Œuvres de l'abbé de Chaulieu. Nouvelle édition, augmentée d'un grand nombre de pièces qui n'étoient point dans les précédentes, & corrigée, dans une infinité d'endroits, sur des copies autentiques[5].
- Œuvres complètes[5].

## Élèves
- Jean-Baptiste Delafosse.